# Försvarsministeriet
Försvarsministeriet i Finland ansvarar för försvarspolitiken, det militära försvaret, försvarsmakten samt för ärenden som berör den internationella militära krishanteringen och koordinerar de olika förvaltningarnas aktioner i totalförsvarsärenden.
Finlands försvarsminister är Antti Häkkänen, som utnämndes i juni 2023 och som representerar Samlingspartiet.